# Фем (Бельгия)
Фем (фр. Faimes, валлон. Faime / Fême) — коммуна в Валлонии, расположенная в провинции Льеж, округ Варем. Принадлежит Французскому языковому сообществу Бельгии. На площади 28,48 км² проживают 3468 человек (плотность населения — 122 чел./км²), из которых 50,69 % — мужчины и 49,31 % — женщины. Средний годовой доход на душу населения в 2003 году составлял 13 135 евро.
Почтовый код: 4317. Телефонный код: 019.